# 自治・独立運動旗の一覧
自治・独立運動旗の一覧（じち・どくりつうんどうきのいちらん）では、自治主義者、分離主義者が掲げている旗を掲載している。

## アジア

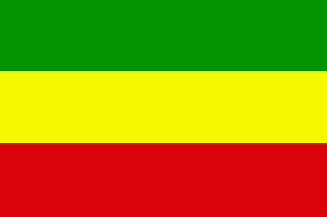
クルディスタン亡命議会 (イラク、イラン、シリア、トルコ)
自由アチェ運動 (インドネシア)
バラワリスタン国民戦線 (パキスタン)
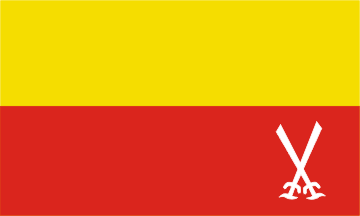
ボド解放の虎 (インド)
ボドランド民族民主戦線 (インド)
チャム解放戦線 (ベトナム)
チン国民戦線 (ミャンマー)
グルカ民族解放戦線 (インド)
ハワール諸島分離主義者 (バーレーン)
内モンゴル人民党 (中華人民共和国)
香港民主化運動 (中華人民共和国・香港)
ジャンム・カシミール解放戦線 (インド、パキスタン)
カレン民族解放軍 (ミャンマー)
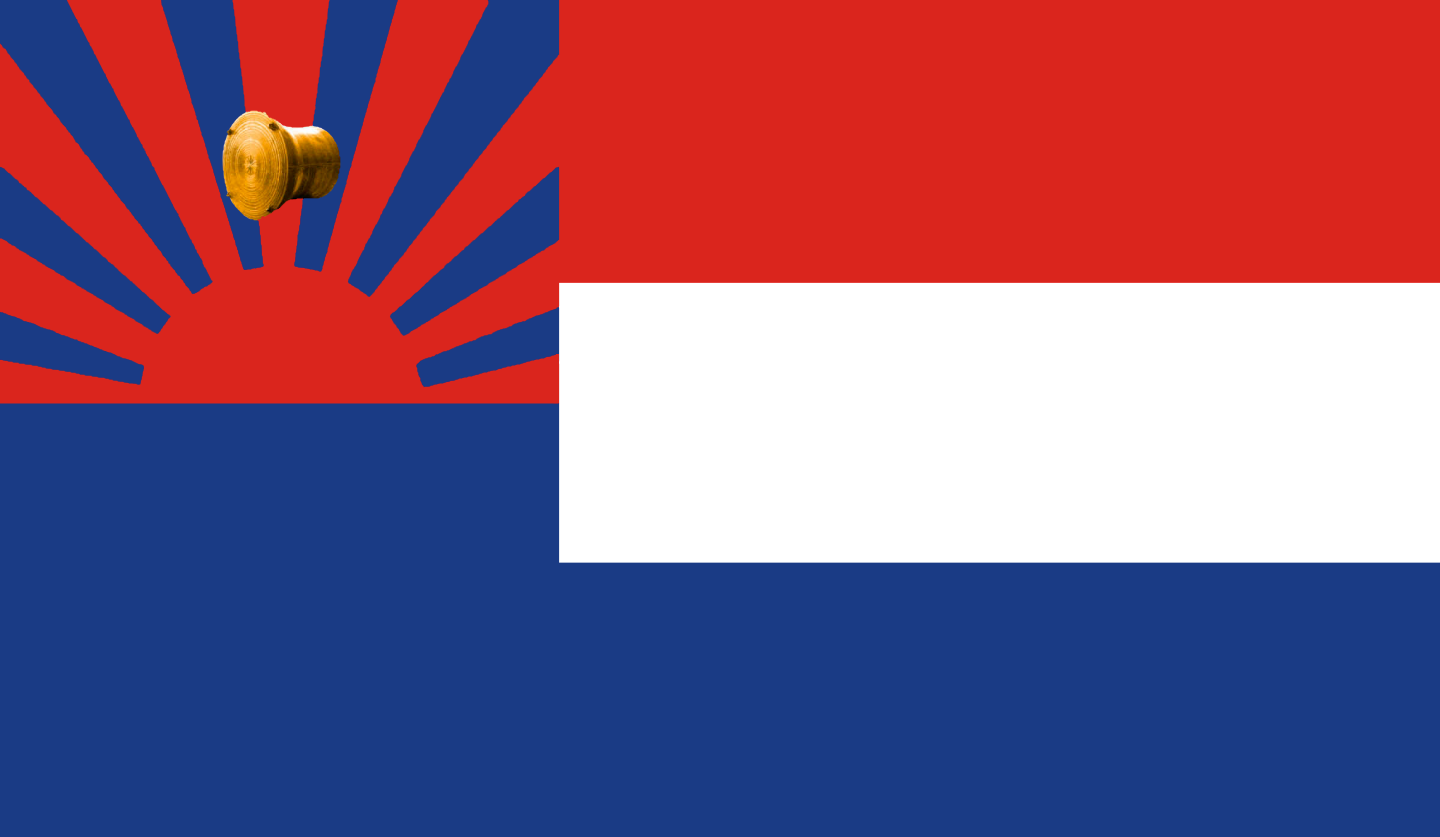
カレン民族同盟 (ミャンマー)
ラダック民族主義者 (インド)
新モン州党 (ミャンマー)
国民民主連盟 (ミャンマー)
パタニ共和国解放戦線 (タイ)
パタニ王国 (タイ)
パタニ連合解放組織 (タイ)
リアウ独立運動 (インドネシア)
スラウェシ分離運動 (インドネシア)
チベット亡命政府 (中華人民共和国)
東トルキスタン亡命政府 (中華人民共和国)
自由ベトナム臨時政府 (ベトナム)
ゾミ再統一機構 (バングラデシュ、インド、ミャンマー)
台湾独立運動 (中華民国)

## アフリカ

アフリカーナー国民戦線 (南アフリカ)
アンバゾニア共和国 (カメルーン)
カビンダ解放戦線 (アンゴラ)
バミレケ民族運動 (カメルーン)
ビオコ自治運動 (赤道ギニア)
カプリビ・アフリカ人国民連合／イテング自由国 (ナミビア)
カザマンス民主勢力運動 (セネガル)
オガデン民族解放戦線 (エチオピア)
レユニオン民族解放人民戦線 (レユニオン)

## アメリカ

グアドループ解放人民連合 (グアドループ、フランスの海外県)
フランス領ギアナ解放運動 (フランス領ギアナ、フランスの海外県)
全国マプチェ会議 (マプチェ族、チリ)
第二バーモント共和国 (アメリカ)

## 大洋州

自由パプア運動 (インドネシア)
ロツマ分離主義者 (フィジー)

## ヨーロッパ

バタスナ (スペイン)
カタルーニャ独立主義者 (スペイン、フランス)
ガリシア (スペイン、ポルトガル)
ドネツク (ウクライナ)
ルガンスク (ウクライナ)